# На Великдень, на соломі
«На Великдень, на соломі» — вірш Тараса Шевченка, написаний у першій половині 1849 року в Раїмі.

## Зміст вірша
Літературознавець Леонід Білецький так передав зміст вірша: «В поезії „На Великдень, на соломі“ поет оспівує дитячий світ у час найбільшого Великоднього свята. Одні діти щасливі, хваляться подарунками, обновами. Тільки одна сирітка бідна нічого не одержала й лише тим похвалилась, що вона в попа обідала. І цим поет підкреслив сирітську нещасливу долю» .

## Автографи
Зберіглося два чистових автографів вірша: у «Малій книжці», у «Більшій книжці». Автографи не датовані.
Вірш Датується за місцем автографа у «Малій книжці» серед творів 1849 року (під № 11 у третьому зшитку за 1849 рік) та часом перебування Шевченка в Раїмі у січні — квітні 1849 року, орієнтовно: січень — квітень 1849 року, Раїм.
Найраніший відомий текст — автограф у «Малій книжці», до якої вірш переписано з невідомого автографа в Оренбурзі не раніше 1 листопада 1849 року і не пізніше 23 квітня 1850 року — дня арешту Шевченка. Під час переписування твору до «Малої книжки» поет виправив рядки 9, 15.
У 1858 році, не раніше 18 березня й не пізніше 22 листопада, Шевченко переписав вірш з виправленням у першому й п'ятому рядках з «Малої книжки» до «Більшої книжки», текст якої остаточний.
Вперше вірш надруковано в журналі «Основа» 1862 року за «Більшою книжкою».
Вперше вірш введено до збірки творів у виданні: «Кобзарь Тараса Шевченка / Коштом Д. Е. Кожанчикова» 1867 року, де подано за першодруком.

## Музичні інтерпретації
Вірш поклала на музику український композитор і музикознавець Богдана Фільц: 1961 року вона написала романс «Сирітка».